# Miskolc postatörténete

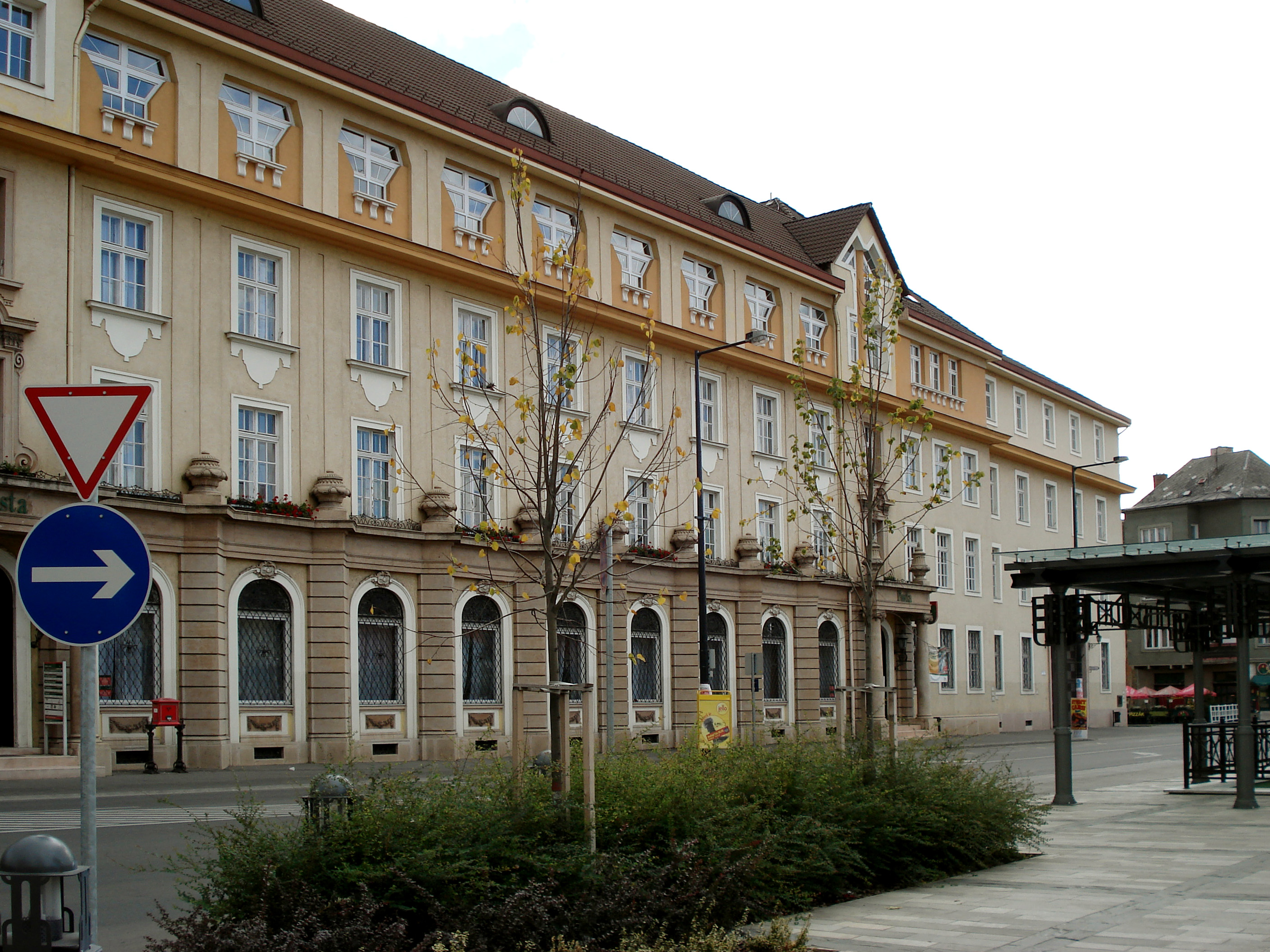
A Postapalota épülete 2007-ben

Miskolc postatörténete a 18. század végén kezdődött. A várost sokáig nem érintették a postavonalak, a postaforgalmat csak Ónodon keresztül lehetett lebonyolítani. Az első miskolci postahivatal 1790-ben létesült, és ekkortól kezdve már a várost is érintették a postai útvonalak. A posta épülete (egyben a postamester lakóháza) eleinte kezdetleges körülményeket biztosított, az első elfogadható épület a mai Kazinczy és Batthyány utca sarkán álló épület volt. A vasút városba érkezése (később a távírda beolvasztása a postába) annyira megnövelte a postaforgalmat, ráadásul a nagy miskolci árvíz is megrongálta a postát, hogy szükségessé vált egy központi postaépület létesítése – igaz, még évtizedekig különböző bérleményekben működött a posta. Közben postahivatalok nyíltak Diósgyőrben, Hejőcsabán, a Tiszai pályaudvaron és a városban is. A miskolci Postapalota 1937-re épült fel Wälder (Walder) Gyula és Reisch Adolf tervei alapján. Az épületet azóta többször is bővítették, de a Magyar Posta Rt. Miskolci Postaigazgatósága és az 1. sz. posta ma is az épületben működik (Kazinczy utca 16.). A sokáig összetett szolgáltatást nyújtó postaszervezetről 1990-ben levált a Műsorszóró Vállalat (ma Antenna Hungária Zrt.) és a Magyar Távközlési Rt. (ma Magyar Telekom Nyrt.).

## A magyar postarendszer kiépülése
Magyarországon az első postajáratot Taxis Mátyás szervezte meg a mohácsi vész után, 1527-ben. A postavonal útvonala először Bécset és Budát kötötte össze tíz állomás közbeiktatásával. Ez a vonal akkor természetesen nem érinthette Észak-Magyarországot, Miskolc környékét. A város – a török hódoltsági terület részeként – csak lovas- vagy gyalogposta útján tudta küldeményeit eljuttatni a környező várakba, településekbe, a kamarához, vagy az egri pasához. A Taxis-féle járat nem működött túl sokáig, 1558-ban Paar Péter báró vette át a magyar posták irányítását, és egészen a 18. századig a Paar család kezében volt a hazai postaügy. 1722-ben III. Károly állami kezelésbe vonta a postát, és 1750-ben postakocsijárat-rendszert (diligence) szerveztek. Postagondnokságokat állítottak fel, majd ezeket 1807-ben postaigazgatóságokká szervezték. 1824-től a diligenceket az éjjel-nappal közlekedő postai gyorskocsik váltották fel. A dunai hajózás, de főleg majd a vasútvonalak építése új szintre emelte a hazai posta fejlődését.

## A miskolci posta előtörténete

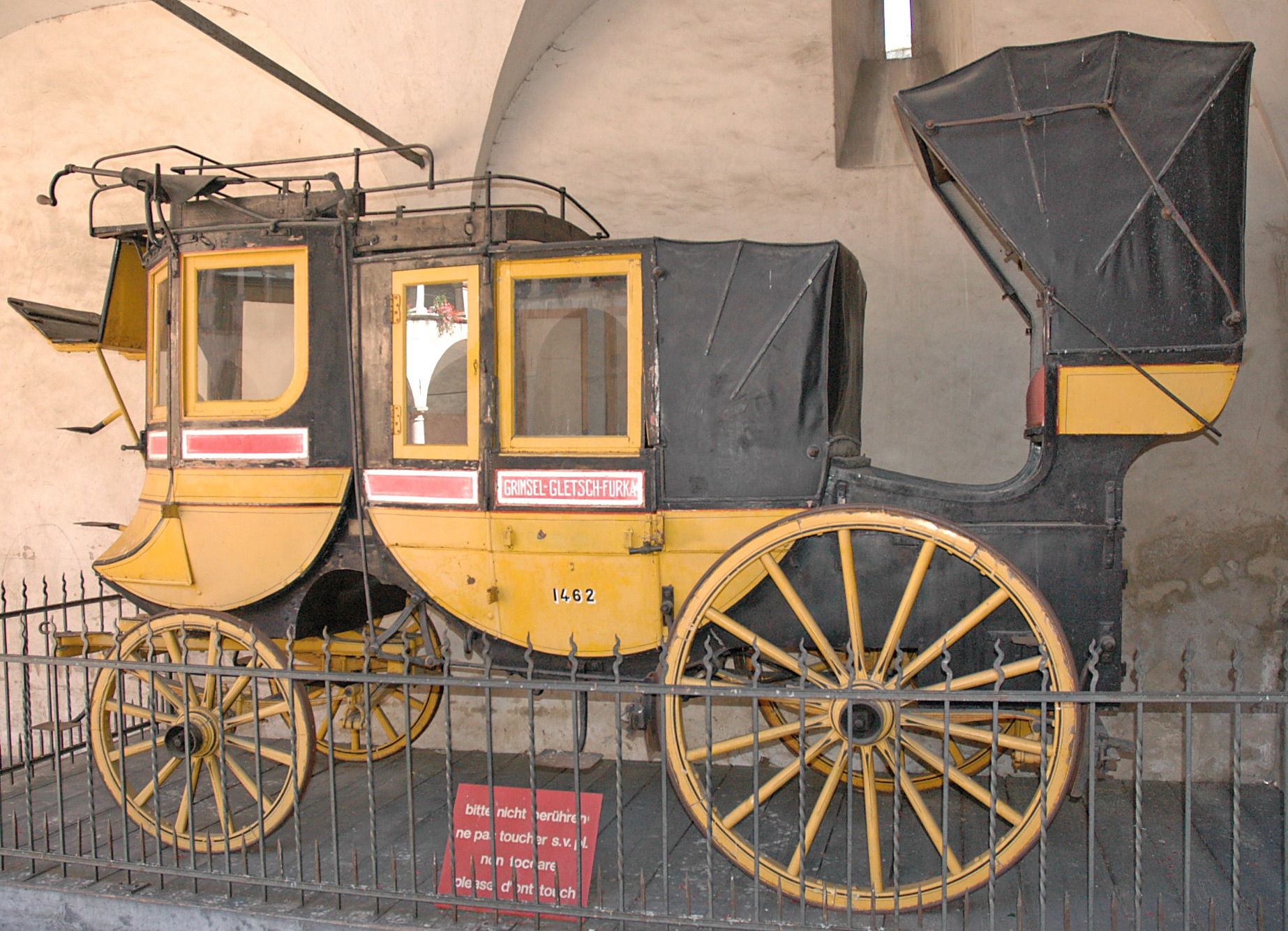
Egykori postakocsi Svájcból

Miskolcot nagyon sokáig elkerülték a postavonalak. A Taxis-féle postát ki sem építhették erre a területre, sőt a török uralom megszűnése után, 1687-ben létrehozott Buda–Eger–Ónod–Tokaj–Szatmár vonal is elkerülte a várost. A Rákóczi-szabadságharc alatt egy Szepesi János nevű helyi főpostamester már tevékenykedett ugyan Miskolcon, de állandó posta még mindig nem működött a városban. A hazai postarendszert 1713-ban bővítették, de a miskolci postatevékenység csak Ónodon keresztül valósulhatott meg: Szilvai Albert ónodi postamester és segédje, Órássy József segédpostamester (veredárius) hetente kétszer intézte az oda-vissza közvetítést, a kézbesítést pedig közfeladatként a „levélszeresek” végezték. A levélszeresek a közmunkára kijelölt és beosztás szerint tevékenykedő utcarészek, tizedek lakói közül kerültek ki, de érintettek voltak a városban lakó görög és más letelepedett idegenek is, ha csak meg nem váltották a közterhet. A posta szállítása közteherként hárult a város és a megye lakosságára. Gondot jelentett az előfogat (forspont) kiállítása is. Mivel a nagy forgalom miatt a város lovai szinte folyamatosan dolgoztak (sokszor több mint egy postaállomásnyi, azaz stációnyi távot kénytelenek voltak megtenni, fő- vagy albírói engedélyhez kötötték igénybevételüket, és az érte járó bért (Mária Terézia idején személyenként és mérföldenként hét és fél krajcárt) a város kasszájába kellett befizetni.
II. József indokoltnak tartotta Borsod vármegye posta iránti igényét, 1768-ra elrendelte egy postavonal kiépítését, és előírta a vonal menti utak karbantartási kötelezettségeit is. A magyar kancellária vezetőjéhez, Eszterházy grófhoz szóló leirata többek között ezt tartalmazta: „Meghagytam az udvari kancelláriámnak, hogy a kancellária által kívánt postakocsi járat Pozsonyból a bányavárosokon át Kassára és onnan Egerbe a jövő tavaszra (1768) felállíttassék. Minekutána ezen kívánat végbevitele elengedhetetlen, szükséges, hogy a vonatkozó országutak kiépüljenek, így az érintett vármegyék nemcsak utasítandók, de ezekre rábízandó, hogy az országút mentén fekvő uradalmak az út építésében és annak jövendő fenntartásában részt vegyenek…”. A tervezett postavonal azonban nem érintette volna Miskolcot, ezért Vizeki Talján Pál alispán javaslatára 1768. január 18-án a Helytartótanács a Kassa–Petri–Forró–Szikszó–Miskolc–Emőd–Keresztes–Eger, valamint a Miskolc–Gesztely–Szerencs–Erdély vonalakat fogadta el. A posta megfelelő működését azonban a diósgyőri kamarai uradalom hátráltatta. A keresztesi veredárius Csepregi István először 1767-ben, majd 1768-ban is levélben panaszkodott a vármegye tevékenységére. 1755-ben a kassai postaprefektus intette a megyét, felsorolva a megyei urak, köztük főleg – bár meg nem nevezve – Dőry Ferenc báró kamarai ügyész visszaéléseire: a vármegye nem végezte el az út karbantartását, illetve azt a köznépre hárította, atrocitások érték a postásokat, visszaéltek a postakürt használatával stb. A királyi ítélőtábla 1783-ban el is marasztalta Dőryt, innen ered a báró engesztelhetetlen gyűlölete a postásokkal szemben. Csak újabb tizenhat év múlva, Metz Antal kassai postaprefektus 1784-es javaslatára került ismét napirendre a városi postaállomás létesítése. Utak, hidak építését javasolta, hogy „…a posta akadálytalanul, gyorsan haladhasson, ami a kereskedelemnek és az országnak is érdeke…”. A vármegye azonban ezt sem hajtotta végre, mígnem a Helytartótanács hat év múlva, 1790. június 22-én szigorú hangú levélben utasított a jó minőségű utak biztosítására, a postamester személyének kijelölésére, lakást számára és a postának, mert szeptember 1-jén indult a program. Az útvonalat még pontosították, Tard helyett Mezőkövesdet iktatták be.

## A postaállomás létrejötte

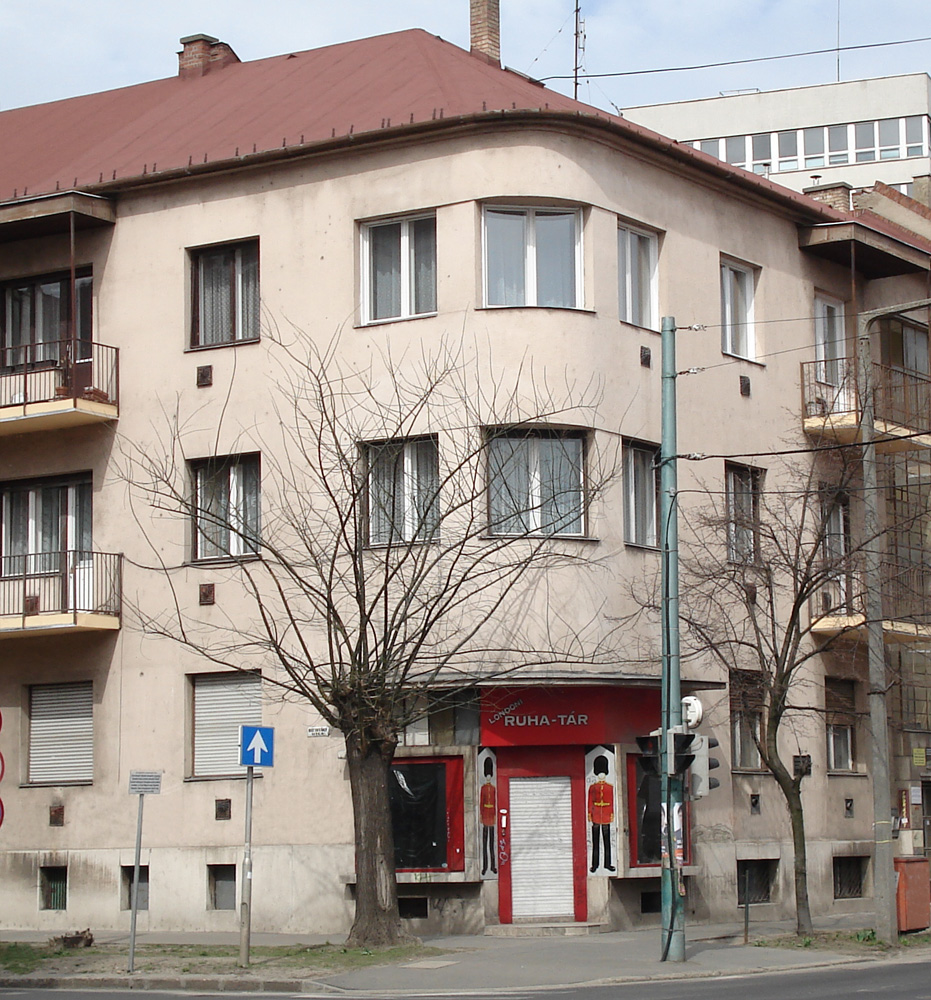
Ezen a helyen volt Miskolc egyik régi postaépülete, a mai Kazinczy és Batthyány utca sarkán

Miskolc tehát 1790. szeptember 1-jén kapcsolódott be a postaforgalomba. A város első postamestere a miskolci illetőségű nemes osgyáni Bakos László őrmester volt, aki az orosz-török-osztrák háborúban szerzett sérülése után kegydíjként kapta a polgári posztot. A postaépület azonban nem volt megfelelő, ezért Szatmáry kapitány házába (ma a Széchenyi út 21. szám, a Képcsarnok van a helyén), majd a pálos rendhez tartozó kúria udvarába (ma Széchenyi út 40.) költöztették, de ez sem volt megfelelő. Maga a postamester (magister postae) írta: „… lehetetlen hely, ahol a postára jövő emberek … a mészárszék, a mészárosok kutyái, valamint az elviselhetetlen bűz miatt visszarettennek a hivatalba belépéstől…”. Bakos évi 204 forint javadalmazásban és 104 forint „lovaglópénz”-ben részesült. Ebből kellett fenntartania a postát, a három kocsist, a tíz lovat és a hat kocsivezetőt (conduktor), és ebből kellett megélnie családjának is. Ez nem is sikerült neki, mert nem értett a pénzhez, becsapták, még apai örökségét is ráköltötte a postára. Gondjait 1792-ben beadványban jelezte a királyi kamarának: „…a 204 forint fizetéssel a terjedelmes miskolci hivatalt nem lehet fenntartani, ahol négy kocsit és legalább 10 lovat kell állandóan készenlétben tartani, illetve takarmányozni, s ehhez nekem semmiféle földem és legeltetéshez kihasított legelőm, ezideig a szükséges kiadásokat apai örökségemből fedeztem. […] Mivel … ez a postaállomás 20 évig tanúsított katonai hűségem jutalmaként volt juttatva, már nem is jutalmazó jótétemény ez az állomás, hanem a jutalmazott terhe… […] Ezért a legalázatosabban kérem a javadalmak összegét felemelni és közbenjárni, hogy azok a szántóföldek, amelyeket a városi szenátorok ingyen az uradalmi birtokok után bitorolnak, inkább a királyi postahivatal megsegítésére fordíttassék.” Bakost válaszul – 1793. november 1-jén – leváltották (a határozat Hajnóczy József kamarai titkártól érkezett), pontosabban kicserélték a szikszói postamesterrel, a postaügyekhez jól értő Szedliczky Józseffel. Bakos László a következő évben elhunyt Szikszón, ott is temették el. Az 1794-ben nemessé lett Szedlicky, amint hivatalba lépett, azonnal kikövetelte ugyanazokat a dolgokat, amit elődje nem kapott meg: a posta új, elfogadhatóbb helyre költözött, a mai Kazinczy és a Batthyány utca sarkán, a Földes Ferenc Gimnázium mögött lévő sarokházba, és szántóföldet és legelőt jelöltek ki számára Hejőcsaba környékén és a városhatáron kívül más helyeken is.
A miskolci postára – amely szervezetileg a kassai Postaigazgatóság alá tartozott – hetente kétszer, kedden és pénteken érkezett küldemény Budáról, és kétszer ment vissza, vasárnap délután és csütörtök délelőtt. A levelet és a pénzküldeményt 3 krajcáros feladóvevénnyel (recepiss) adták fel, ha a küldeményt igazoltatni is kívánták, akkor újabb 3 krajcárért retur recepisst váltottak. (A retur recepiss magyar megfelelője a tértivevény lett, ami a postás unoka Kossuth Lajos javaslatára vonult be a postatörténetbe és a magyar nyelvbe.) A posta személyforgalmat is lebonyolított – útlevéllel és előzetes jelentkezéssel. A postakocsisok 1817-től már egyenruhát voltak kötelesek viselni, és nagyjából ekkortól terjedt el a postabélyegzők használata is. 1791–1793-ban ugyanis több rendelet írta elő, hogy a küldeményekre fel kell írni a feladó helyét. Ha ezt az ügyfél nem tette meg, akkor a hivatalnoknak kellett pótolnia. Ez azonban terhes elfoglaltság volt, ezért inkább bélyegzőket készíttettek. Miskolc 1818-as postabélyegzője egyszerűen a „V. MISKOLCZ” feliratot tartalmazta, majd 1818 és 1843 között már ovális keretbe foglalták, és némi grafika is díszítette. Később kör alakú bélyegzőt használtak.

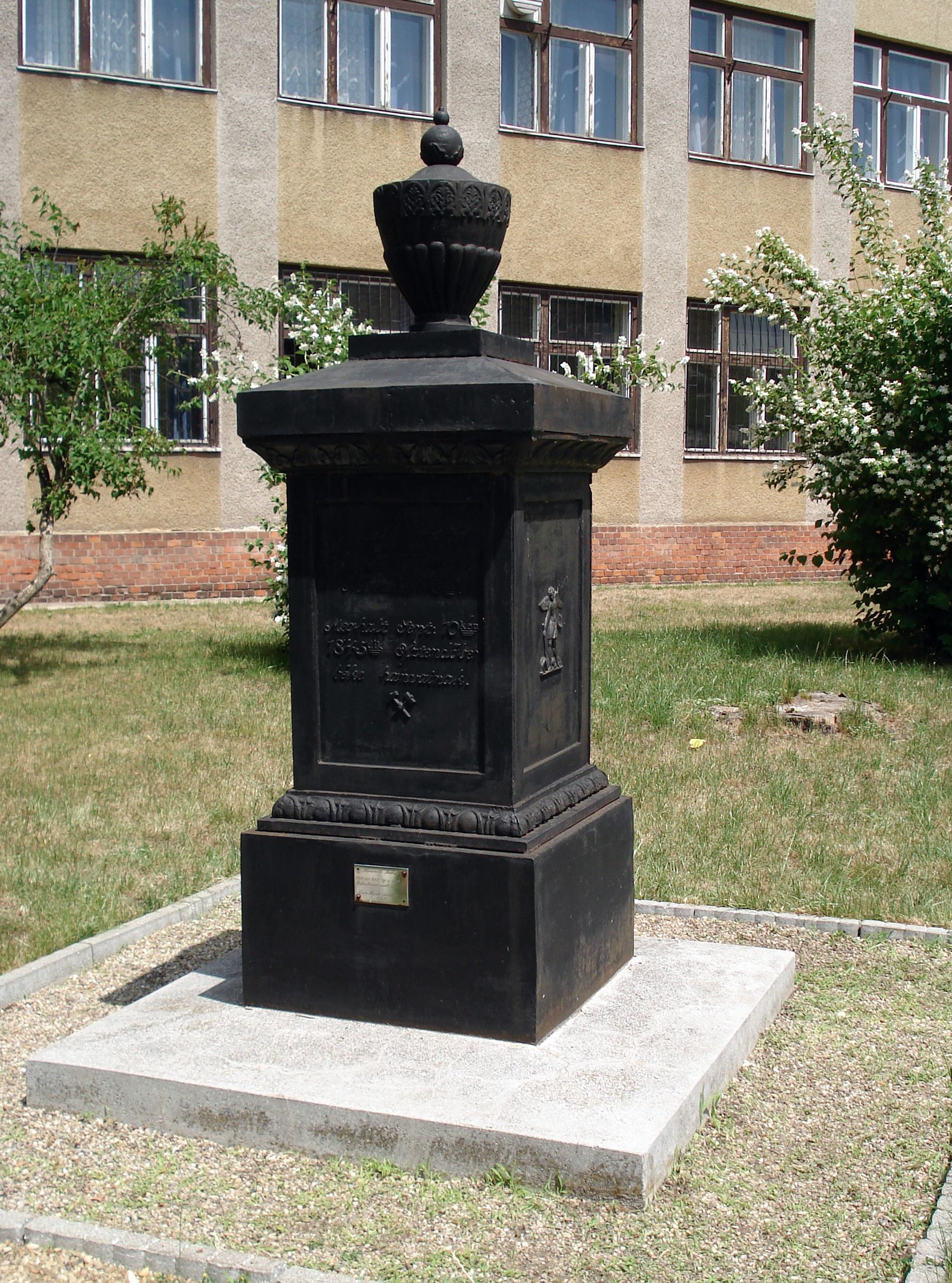
Duronelli András öntöttvas síremléke (Fazola Henrik munkája)

A postamesteri funkcióban Szedlicky Józsefet – halála után – Duronelli András követte 1829-ben, aki egy gölnicbányai gyáros fia volt. A postáért 12 000 forintot, a jószágokért, a felszerelésért pedig külön 11 000 forintot tett le. Amikor postája kincstári értékét jelentősen lecsökkentették, postai díjbefizetéseit dacosan lecsökkentette, míg kára meg nem térül. A problémát (még karhatalom bevetését is fontolgatták) végül Biringer kassai igazgató személyesen oldotta meg, külön juttatás ígért. Duronelli András 1845-ben bekövetkezett halála után a fia, Duronelli Alajos – aki egyetemet végzett ember, több megye táblabírája volt – örökölte a postát. Elkezdte az intézmény „magyarosítását”: magyar nyelvű feliratokat helyezett ki, magyar bélyegzőket készíttetett, és a kezelési iratokat is magyar nyelven vezették. Az 1848–49-es forradalom és szabadságharc idején – a Honvédelmi Bizottmány határozata értelmében – a miskolci posta gyűjtőhelye lett a kormányhoz érkező valamennyi küldeménynek, bárhonnan is érkezett is.
A szabadságharc bukása utáni változások lényegében nem érintették a miskolci postát, Duronelli Alajos is maradt a helyén, annak ellenére, hogy a szabadságharc idején nemzetőr parancsnok volt. Az osztrákok a saját postapátensüket kiterjesztették Magyarországra is, megszüntették az örökös jogon járó postahivatalokat, s azokat csak pályázat útján lehetett betölteni, ilyen módon maradt Duronelli a posta élén. A posta a Kereskedelmi Minisztérium irányítása alá került, rendbe hozatták a postautakat, csökkentették a díjszabásokat, majd 1850. június 1-jén bevezették a postabélyeget is (6, 15 és 30 krajcáros értékben).

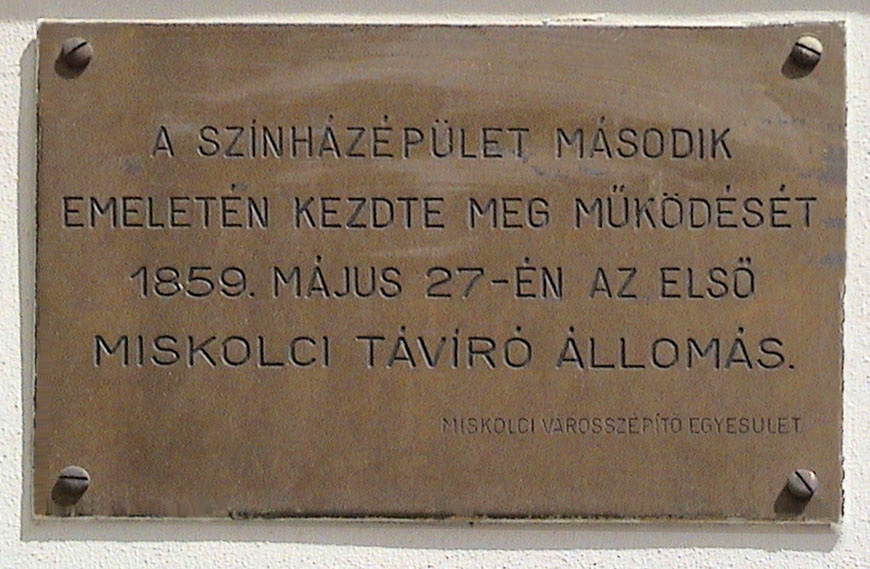
Az első miskolci távíró állomás emléktáblája a Színház falán

Fontos hatással volt a miskolci posta fejlődésére a vasút ideérkezése. A Tiszai pályaudvart azonban a vasútépítő Tiszai Vaspálya Társulat az akkor még városhatáron kívüli helyre építette meg 1859-ben (a város heves ellenkezése ellenére), ezért a pályaudvar és a posta közötti postaszállításról külön kellett gondoskodni. Ezt a feladatot a „szállító postamester” (Duronelli Erzsébet, a postamester lánya) látta el. A Gömöri pályaudvar 1870-ben készült el, így Miskolc fontos vasúti központtá vált, ami a postaforgalomra is kihatott. Miskolc ennek folytán 1871-ben bekapcsolódott a mozgóposta szolgálatba. Ugyancsak fontos esemény volt, hogy 1859-ben Miskolcra ért a távíróhálózat is. Ideiglenes állomása a két éve elkészült Nemzeti Színház második emeletén volt, első állomásvezetője pedig Francz Zappa volt (a távíró hivatalos nyelve a német volt). Az első magyar távírófőnök Pathy Nagy Kálmán volt, akit 1870-ben neveztek ki.
Amikor Gorove István miniszter elnök-vezérigazgatót keresett a posta élére, Duronelli Alajos javaslatára Gervay Mihályt, a nagybányai igazgatót nevezte ki. Gervay hálából először a kassai kerület vizsgálóbiztosának, majd a kassai posta vezetésével bízta meg Duronellit. Helyére Bene Károly került – Kassáról. A kiegyezés után megélénkülő gazdaság a postára is fokozott feladatokat rótt, és rövidesen újabb postahivatalokat létesítettek. 1870-ben Diósgyőrben nyitottak postát (vezetője Henczler István volt), majd 1880-ban a Tiszai pályaudvaron is, Hollik Lajos vezetésével. Utóbbi egy ideig a pályaudvar épületében működött, de 1906-ban felépült a mai postaépület. Ezt követően 1884-ben Hejőcsabán, 1888-ban Diósgyőr-Vasgyárban nyílt felvevő hivatal, 1891-ben a Búza téren és a Hunyadi utcán is. Az 1878. évi nagy miskolci árvíz nem kímélte a főpostát sem, ezért a Posta utcából át kellett költöztetni a Takarékpénztár épületébe, és 1891-ig ott működött. A Takarékpénztár a Színházzal szemben, a mai Széchenyi út 26. szám alatt volt. 1886-ban a távírda a postához került, 1887-ben pedig a postatakarék-szolgálatot is bevezették.

## A miskolci posta a 20. században

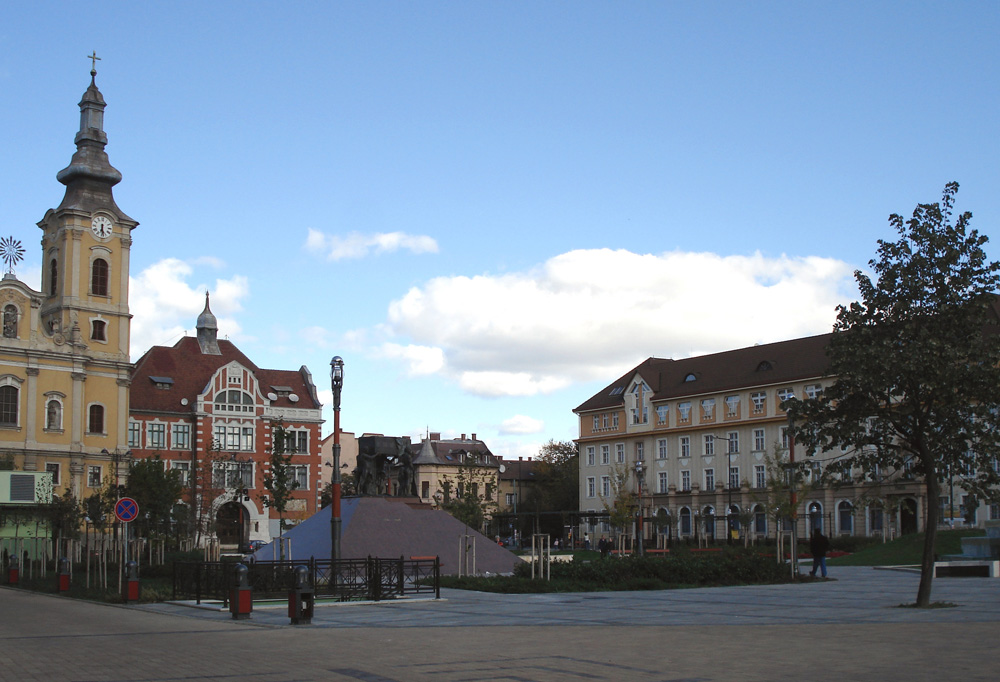
A Postapalota épülete a Hősök tere felől (háttérben balról a Minorita templom, mellette a Földes Ferenc Gimnázium)

Az ekkor már főpostának nevezett intézmény végleges elhelyezése még egy darabig nem oldódott meg. 1891-ben elhagyták a Takarékpénztár épületét, és 1906-ig a Déryné (akkor Deák Ferenc) utca 11. szám alá, a Radványi-házba költöztek, majd tizenöt év elteltével a Kazinczy utca 12. szám alatti Munk-féle ház lett az otthonuk. Bene Károly utóda a kiváló szervező, remek szakember Manschell Vince lett. A miskolci postahivatalok számozását 1900-ban alakították ki.
Az első világháború után a kassai Postaigazgatóság Miskolcra menekült, és igazgatósági kirendeltségként működött a városban. 1920-ban Posta- és Távíró Igazgatósággá szervezték, de néhány év alatt fokozatosan leépítették, és a területét Debrecen vette át. 1925-ben új területtel bővült a posta tevékenysége: ide került a rádiózás is. Közvetítő állomásokat építettek, és a városban 3065 előfizetőt regisztráltak.
Az egyre nehezebb körülmények között, zsúfoltságban végzett postai tevékenység megkövetelte egy végleges postaépület felépítését. Az 1930-as években már egy reprezentatív postapalotáról volt szó a helyi újságokban, melyek 1936-ban már a munkálatok megkezdéséről számoltak be. Az építkezés helyszínéül a Kazinczy–Debreczenyi–Horváth Lajos utcák által határolt területet jelölték ki. A terveket Wälder (Walder) Gyula (a Zenepalota tervezője) és Reisch Adolf készítették, a kivitelező Árva Pál építési vállalkozó volt. A miskolci Postapalotát 1937. október 14-én adták át. Az épület kétemeletes volt. A Kazinczy utcai front földszintjén helyezték el a postahivatal helyiségeit, az első emeleten a főnöki lakásokat, valamint a szétosztók és a kézbesítők helyiségeit, a második emeleten a telefonközpontot alakították ki. Az új épület már két év múlva szűknek bizonyult, mert a Magyarországhoz visszacsatolt Felvidék egy részének postaügye is ide került. Az épületet azóta többször is bővítették.

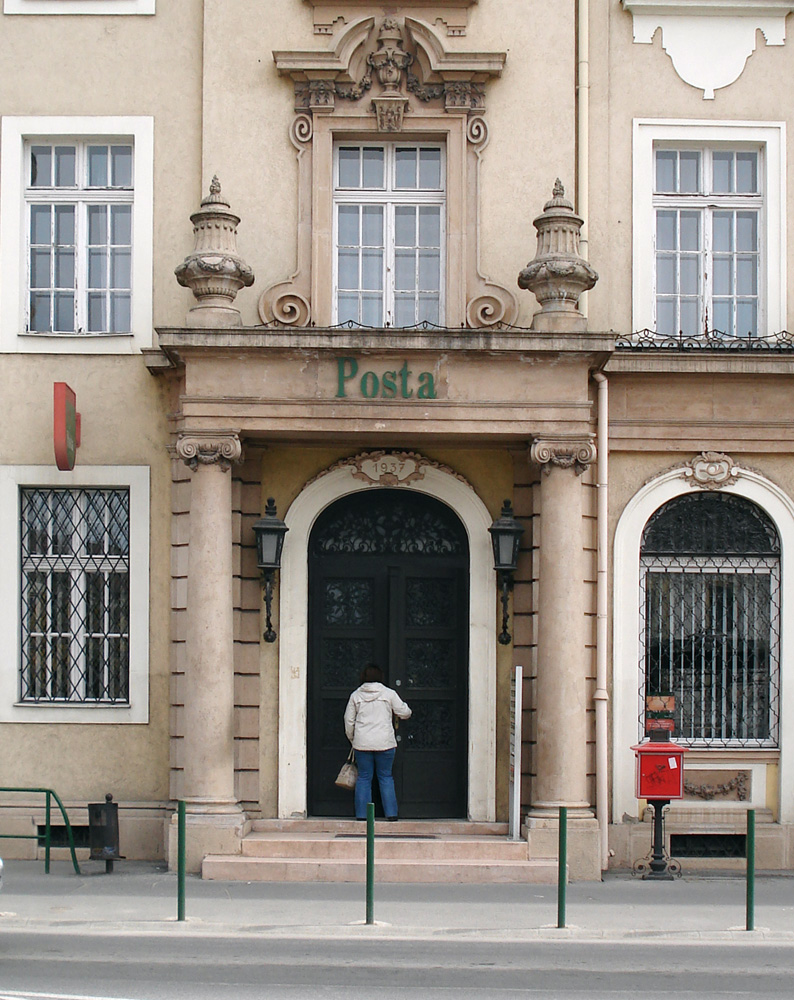
A Postapalota egyik bejárata

A második világháború vége felé, 1944 késő őszén, amikor a németek már visszavonulóban voltak, le akarták szerelni a Postapalota telefonközpontját, ami maradt volna, azt fel akarták robbantani. A miskolci postások azonban a rengeteg alkatrészt, készüléket ládákba csomagolva kimentették, az elhelyezett aknákat pedig hatástalanították – megmentve az épületet és berendezését a pusztulástól.
A háborút követően, 1945. január 5-én, létrehozták a miskolci Postaigazgatósági Kirendeltséget, amit 1947. január 1-jén végleges kerületi Postaigazgatósággá minősítettek. Az igazgatóságot takarékosságra hivatkozva 1949. február 28-án felszámolták, területét Debrecenhez csatolták. Ez kapkodásra vall, mert alig egy év múlva, 1950 szeptemberében újjászervezték a Miskolci Postaigazgatóságot, amely Borsodon kívül ellátta Heves és (egy ideig) Nógrád megyét is.

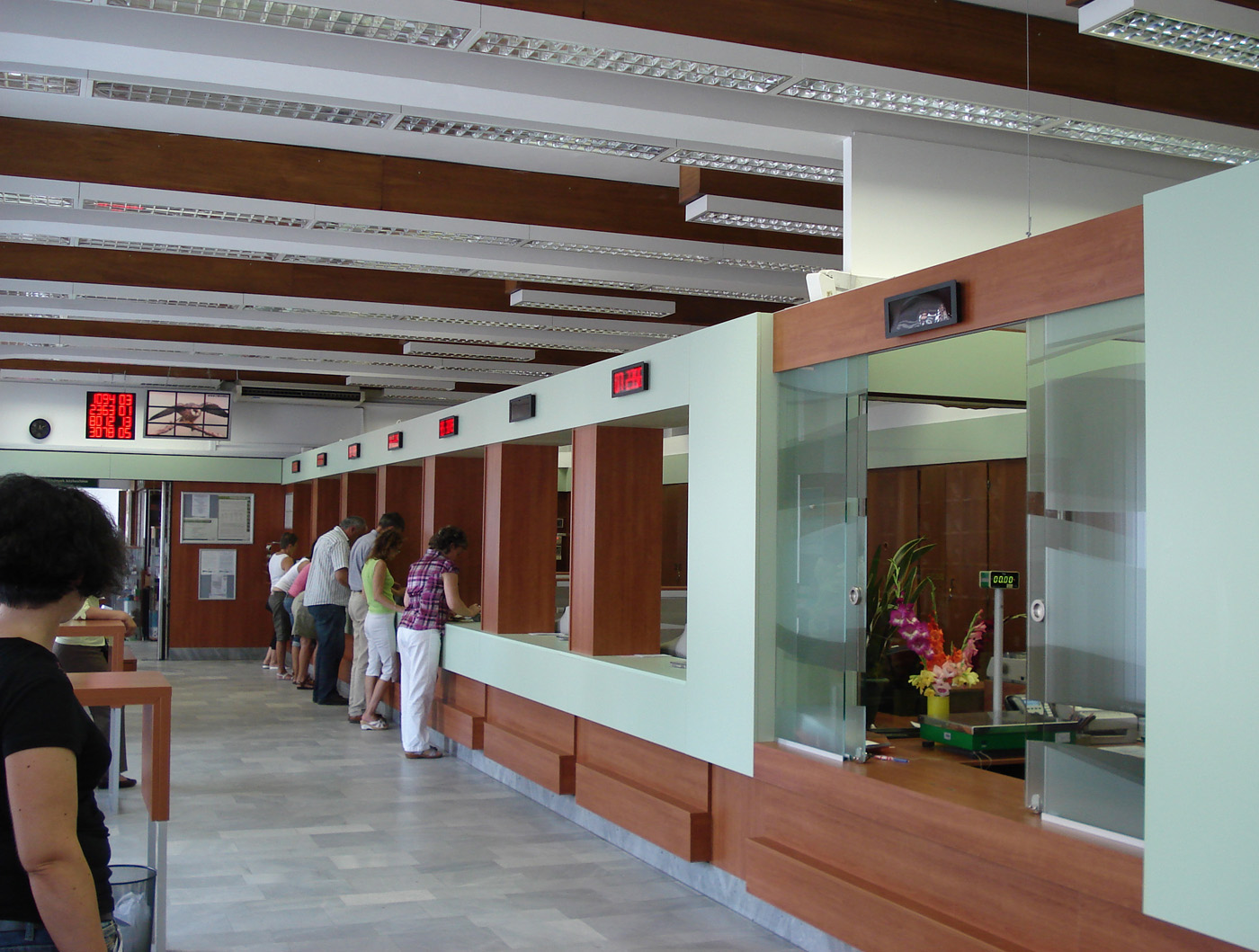
A Postapalota belső, felvételi tere

1951-ben a hírlapterjesztés is a postaszolgáltatás része lett, majd 1953-ban elindult a kísérleti televíziós, 1957-től pedig az URH kísérleti sugárzás is. Az 1960-as években szerelték fel a csoportos bérházi levélszekrényeket, addig a postások minden lakást egyedileg kerestek fel, akár volt lift, akár nem.
A postán a forgalom folyamatos növekedése megkívánta a gépi levélkezelés és az irányítószám bevezetését, ami 1978-ban valósult meg. Miskolc a 3. számú irányítási gócon belül a 35-ös irányítási terület lett, ezért kezdődnek a miskolci irányítószámok 35-tel. A forgalom bővülése természetesen a postahivatalok számának bővítését is megkívánta. A Főpostán (1. sz. posta) kívül Diósgyőrben a 10-es posta, az Avason pedig a 24-es posta végez levélkézbesítést.
A Postapalotát a második világháború után felújították, többször bővítették, az utolsó átalakítást 1995 és 1996 között hajtották végre: egy újabb emeletet húztak rá, mintegy 1100 négyzetméterrel növelték meg a hasznos területet.
1990-ben jelentős átalakulás történt: az addigi összetett szakmai profilt három részre bontották. A hagyományos postai szolgáltatásokat a Magyar Posta Vállalat (ma Magyar Posta Zrt.), a rádió és televízió műsorszórást a Műsorszóró Vállalat (ma Antenna Hungária Zrt.), a távközlés, a távbeszélő-hálózatok területét a Magyar Távközlési Rt. (ma Magyar Telekom Nyrt.) vitte tovább.